# Partit Nacional Democristià Agrari
El Partit Nacional Democristià Agrari (romanès Partidul Naţional Ţărănesc Creştin Democrat, PNT-DC) és un partit polític de Romania, fundat el 1989 com a successor del Partit Nacional dels Agricultors (alhora, successor del Partit Nacional Romanès de Transsilvània. El seu president actual és Marian Petre Miluț. Es va produir una disputa legal pel que fa al lideratge del partit, però una decisió judicial va concedir el lideratge del partit a Marian Petre Miluț. Des del 2006 el seu lema és Fiecare contează (Tothom compta).
El partit va ser fundat per Corneliu Coposu i Ion Raţiu i en desembre 1989 sota el nom Partidul Naţional Ţărănesc Creştin şi Democrat (PNŢCD o PNŢ). El març de 2005,el PNŢ CD votà per canviar el seu nom a Partidul Popular Creştin-Democrat (PPCD) després de la unificació amb la Unió per a la Reconstrucció Romanesa. El partit és membre del Partit Popular Europeu (EPP). El 7 de desembre de 2006 esdevingué membre del Moviment Polític Cristià Europeu (ECPM). Es presentà a les eleccions legislatives romaneses de 2008 en coalició amb el Partit Nacional Liberal.

## Membres notables
- Ion Caramitru
- Victor Ciorbea
- Gheorghe Ciuhandu
- Corneliu Coposu
- Ion Diaconescu
- Constantin Ticu Dumitrescu
- Vasile Lupu
- Marian Petre Miluţ
- Ioan Avram Mureşan
- Ion Raţiu
- Şerban Rădulescu
- Radu Sârbu
- Gabriel Ţepelea
- Radu Vasile